# Flash Crash
Der Anglizismus Flash Crash (oder deutsch „Flashcrash“) bezeichnet im Börsenwesen einen starken Kurseinbruch der Börsenkurse an den Finanzmärkten, der nur einige Minuten andauert. Auf den plötzlichen Einbruch folgt jeweils eine ähnlich schnelle Erholung.

## Allgemeines
Die Wortkombination setzt sich aus „Blitz“ (englisch flash) und „Absturz“, „Kurseinbruch“ (englisch crash) zusammen. Der Flash Crash ist eine Unterart des Börsencrashs. Wichtige Voraussetzung für das nur wenige Minuten andauernde Szenario ist eine geringe Marktliquidität (kurzzeitige Marktenge), die mit hoher Umschlagsgeschwindigkeit auf dem Aktienmarkt einhergeht.
Die Wahrscheinlichkeit von Flash Crashes steigt durch die zunehmende computergestützte Steuerung des Börsenhandels, da Algorithmen im Fehlerfall in kürzester Zeit hohe Umsätze auslösen können und andere Algorithmen wiederum darauf reagieren („Schneeballsystem“). So können in kurzer Zeit viele unerwünschte Transaktionen durch Fehler oder Manipulationen ablaufen, bis Menschen korrigierend eingreifen können.
Flash Crashes können ein unerwartetes Risiko für Exchange Traded Funds (ETFs) darstellen, da sie zu einer Entkoppelung des Fonds von seinem Index führen können. Dies geschah etwa im August 2015 an der amerikanischen Börse.

## Flash Crash von 2010

### Crash und Konsequenzen

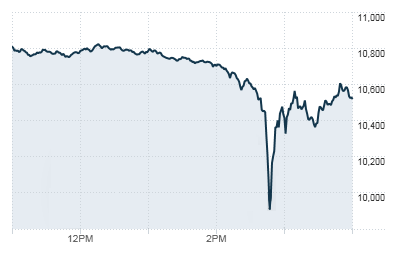
Dow Jones am 6. Mai 2010

Am Nachmittag des 6. Mai 2010 sank ein Leitindex der US-amerikanischen Aktienmärkte, der S&P 500, innerhalb von 6 Minuten um fast 6 Prozent, konnte sich aber innerhalb von 20 Minuten wieder etwas erholen. Der Dow-Jones-Industrial-Average-Index verlor zeitweise sogar mehr als 9 Prozent; dies entsprach einem Verlust von knapp 1.000 Punkten. Innerhalb von 10 Minuten wurden im Aktienhandel fast 1,3 Milliarden Aktien umgesetzt, das Sechsfache des durchschnittlichen Handelsvolumens. Zahlreiche Aktien fielen vorübergehend innerhalb von Minuten auf einen Bruchteil ihres ursprünglichen Kurses, manche um bis zu 99 Prozent.
Aufgrund des Vorfalls wurden im Juni 2010 neue Regeln für die US-Börsen beschlossen. Dabei wird der Handel mit Aktien des S&P-Index für fünf Minuten ausgesetzt, wenn sie zuvor in fünf Minuten um mehr als zehn Prozent an Wert verloren haben. Darüber hinaus erwägt die Börsenaufsicht Einschränkungen des Hochfrequenzhandels. An der Nasdaq-Börse wurden nach dem Crash alle Transaktionen zu Kursen unter 50 Prozent des Vortageswertes für ungültig erklärt und rückabgewickelt.

### Ursachen
Die Commodity Futures Trading Commission und die United States Securities and Exchange Commission gaben 2010 in einem gemeinsamen Bericht bekannt, dass es zu einer Liquiditätskrise gekommen sei, als ein einzelner US-Händler im Rahmen von Sicherungsgeschäften E-Mini-Kontrakte im Wert von 4,1 Mrd. Dollar computergesteuert nur abhängig vom aktuellen Handelsvolumen verkauft habe, was zu einem kurzfristigen Angebotsüberhang führte.
Fünf Jahre später verdichteten sich Hinweise darauf, dass eine Marktmanipulation durch einen Händler den Crash mit ausgelöst haben könnte. Die US-Strafverfolgungsbehörden ermittelten ab April 2015 gegen einen einzelnen Daytrader aus einem Londoner Vorort. Navinder Singh Sarao habe zugunsten eigener Hochfrequenzhandels-Transaktionen betrügerische Börsenmanipulationen vorgenommen. Ihm wurde vorgeworfen, zahlreiche Verkaufsaufträge gegeben und sie gleich anschließend wieder storniert zu haben. Der Betrug besteht dabei in der automatischen Stornierung der Kaufaufträge durch ein Computerprogramm, das jegliche Kaufaufträge von vornherein stornierte, was zeigt, dass gar keine Kaufabsicht bestand. Das Stornieren der Kaufaufträge diente dazu, einen Kursabfall der betreffenden Werte zu verursachen, den der Händler dann zu seinem Vorteil ausnutzte. Eineinhalb Jahre nach Beginn der Ermittlungen gestand Navinder Singh Sarao die ihm vorgeworfene Manipulation. Mit verschiedenen Marktmanipulationen soll er innerhalb von fünf Jahren 40 Millionen Dollar verdient haben. Sarao wurde der Börsenhandel untersagt.

## Flash Crash von 2016
Am 7. Oktober 2016 gegen 1 Uhr MESZ kam es an den asiatischen Devisenmärkten zu einem plötzlichen Einbruch des britischen Pfunds. Das Pfund fiel innerhalb weniger Minuten um bis zu 10 Prozent gegenüber dem US-Dollar. Kurz darauf erholte es sich wieder, blieb aber etwa 1,5 Prozent im Minus. Dem vorausgegangen war ein mehrere Monate andauernder Kursverfall des Pfundes nach der Entscheidung für einen EU-Austritt des Vereinigten Königreichs (Brexit). Vorherige Ankündigungen von „harten“ Austrittsverhandlungen durch die britische Premierministerin Theresa May hatten das Pfund zusätzlich belastet.
Die Bank of England untersuchte den Vorfall.